# محمد جودت
محمد جودت أو مو جودت (بالإنجليزية: Mo Gawdat)‏ رجل أعمال مصري. وهو كبير مسؤولي الأعمال السابق لجوجل إكس ومؤلف كتاب حل السعادة. خريج كلية الهندسة المدنية بجامعة عين شمس في 1990. اشتغل أولًا في آي بي إم مصر كمهندس أنظمة قبل الانتقال إلى دور المبيعات في القطاع الحكومي، ثم أصبح المدير الإقليمي لشركة بات BAT، وفي مايكروسوفت، تولى مناصب مختلفة على مدى سبع سنوات ونصف. في آخر منصب له في مايكروسوفت، ترأس قطاع الاتصالات عبر الأسواق الناشئة في جميع أنحاء العالم،انضم جودت إلى جوجل في عام 2007 لبدء نشاطه التجاري في الأسواق الناشئة.
انتقل إلى جوجل إكس في عام 2013، حيث قاد إستراتيجية الأعمال والتخطيط والمبيعات وتطوير الأعمال والشراكات، صمم فريق العمل تحت قيادة جودت نماذج أعمال مبتكرة مماثلة للتقنيات التخريبية أنشأ وصفقات عالمية مكنت جوجل إكس Google X من الازدهار وإنشاء منتجات مناسبة للعالم، إلى جانب حياته المهنية، ظل مو رائد أعمال متسلسلًا شارك في تأسيس أكثر من 20 شركة في مجالات مثل الصحة واللياقة البدنية والأغذية والمشروبات والعقارات. شغل منصب عضو مجلس إدارة في العديد من مجالات التكنولوجيا والصحة واللياقة والمستهلك شركات السلع بالإضافة إلى العديد من مجالس التكنولوجيا والابتكار الحكومية في الشرق الأوسط وأوروبا الشرقية، جودت مؤلف كتاب Solve for Happy: Engineering Your Path to Joy (2017). الكتاب المخصّص لابنه علي المتوفى عام 2014، يوجز طرق الإدارة.

## الحياة الشخصية
منحته المملكة العربية السعودية جنسيتها الفخرية في 2021.

## مؤلفاته المترجمة للعربية
- حل من أجل السعادة: هندس طريقك إلى البهجة، شركة جليس للنشر والتوزيع، 2017